# Arruga

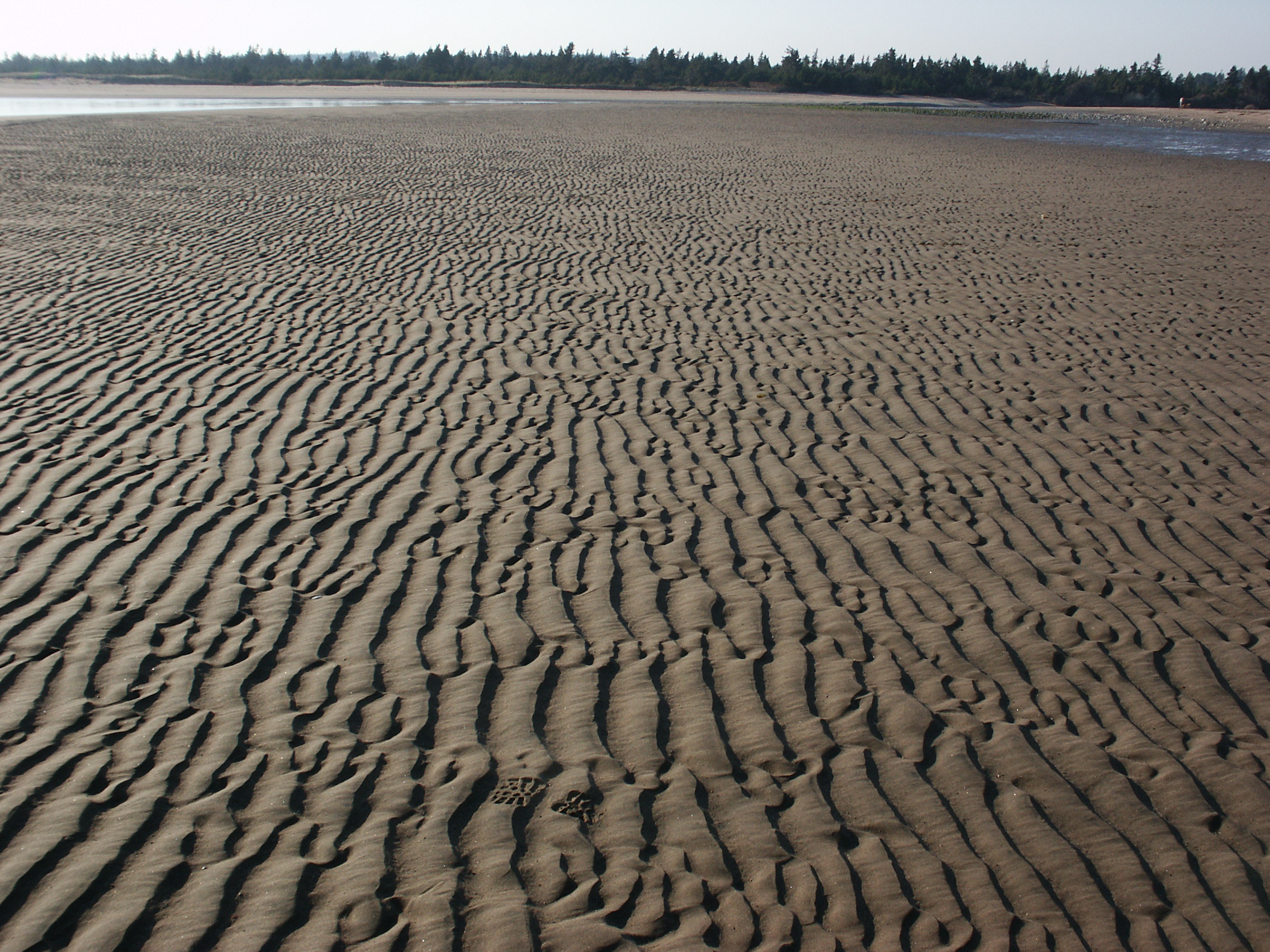
Arrugues asimètriques en una planura de marea sorrenca. El corrent que les va formar ha circulat d'esquerra a dreta de la imatge.

Les arrugues, - sovint citat amb l'anglicisme ripple - són estructures sedimentàries que es formen per l'acció d'un corrent d'aigua o vent sobre un substrat de sorra solta. Les de mida més gran es denominen dunes, especialment les d'origen eòlic. La forma i laminació interna depenen de la velocitat del corrent i de si aquesta és unidireccional o oscil·latòria. Així, pel tipus de corrent, es divideixen en arrugues de corrent i arrugues d'oscil·lació.

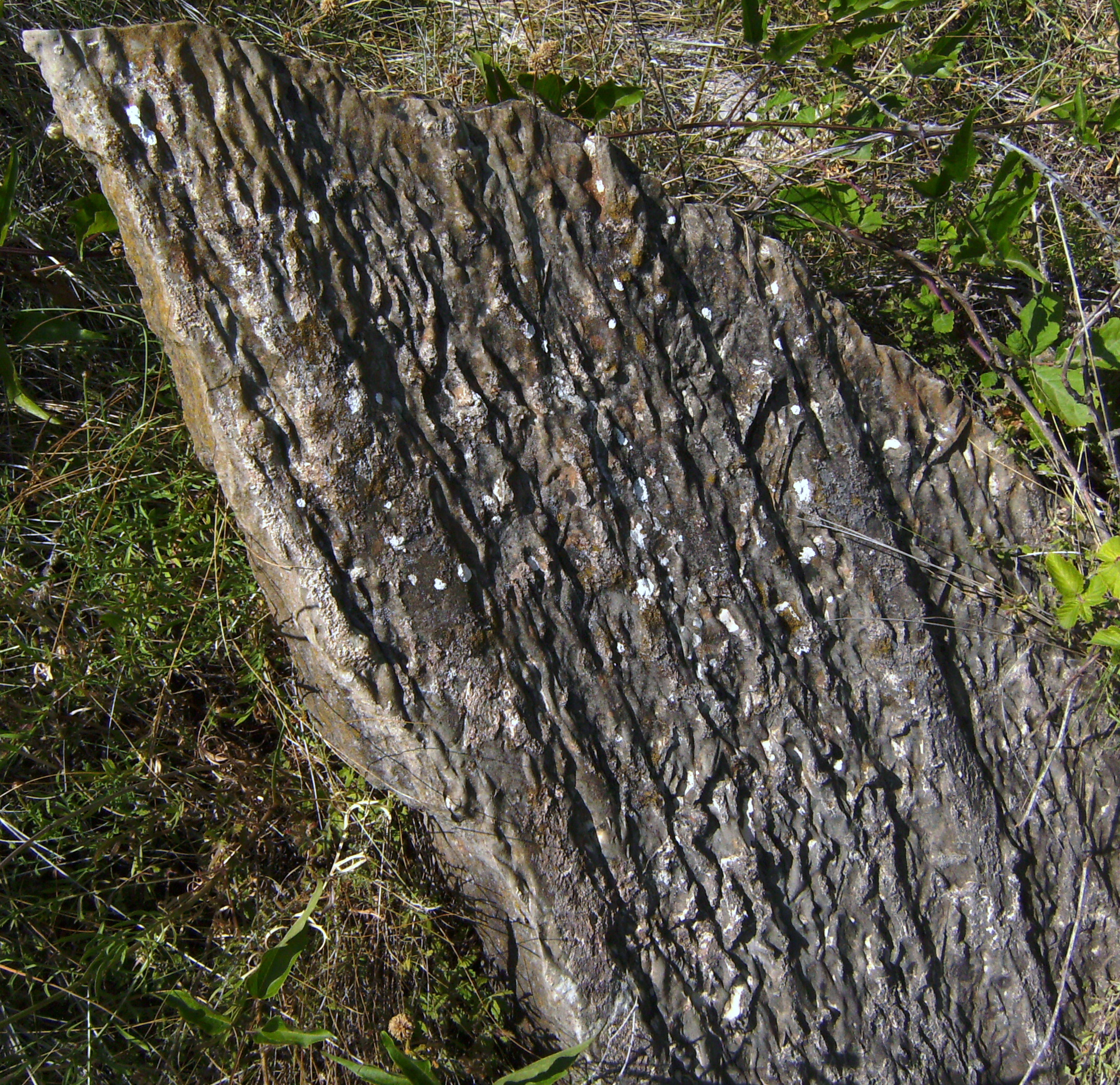
Senyals en una pedra d'un antic llac de l'Oligocè a la Serra de Castelltallat

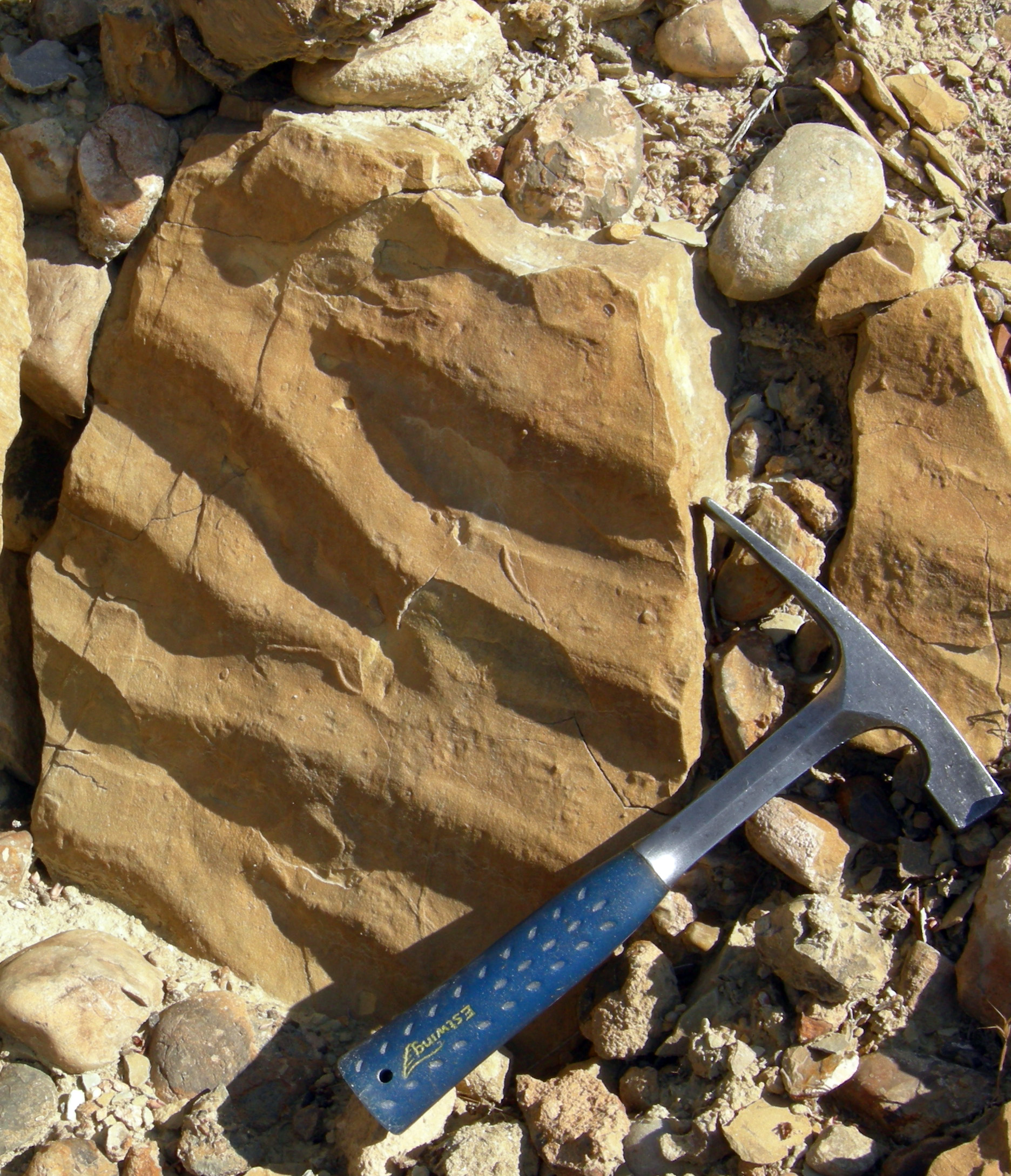
Arrugues en sediments antics.

L'aire i els corrents d'aigua produeixen arrugues asimètriques, en tant que les oscil·lacions de l'onatge en formen d'altres que són simètriques. La bifurcació de les crestes es produeix únicament en les ripple-marks d'origen eòlic. La distància entre dues crestes d'aquestes ondulacions pot variar entre una fracció de centímetre i diversos decímetres. La seva altura o amplitud és de 5 a 10 vegades menor. Les arrugues poden formar-se des del litoral fins a profunditats molt grans. Les seves formes, dimensions i disposició general depenen de les condicions en les quals s'han format (la força de l'onatge, per exemple). El seu estudi és valuós perquè revela les condicions en les quals s'efectua la sedimentació. Per això els geòlegs s'interessen per les arrugues conservades a les roques sedimentàries, majorment abundants en gresos, quarsites, limolites o calcàries detrítiques.
Les arrugues presenten criteris per indicar direccions de paleocorrents, d'interès en paleogeografia, i criteris de polaritat vertical, d'interès en l'estudi de sèries plegades, doncs assenyalen mur i sostre de l'estratificació geològica (què era a dalt i què a baix quan es va produir la sedimentació).

Formació d'arrugues de corrent i la seva laminació creuada interna (secció perpendicular a l'eix de la cresta).